# 孔子 (1990年电视剧)
《孔子》，是中国1990年山东电视台制作的电视剧。共16集，张新建、刘子云导演，由王绘春、焦体怡、韩福利、牟霞、王婧、王克主演，而該劇曾在1996年2月26日於香港亞洲電視本港台播出。

## 配樂
在學習古琴的情節中，孔子彈奏的曲目為〈文王操〉，由琴家成公亮打譜並演奏。

## 演员表
孔子家族
- 王绘春 饰 孔丘
- 李亮 饰 孔丘（少年）
- 牟霞 饰 亓官氏
- 原平 饰 亓官氏（少年）
- 李岚 饰 颜徵在
- 张伟 饰 孔鲤
- 朱家骥 饰 孔鲤（少年）
- 贾璐 饰 孔鲤妻
- 孙小惠 饰 孔鲤续妻
- 宋文青 饰 孔娆（孔子之女）
- 戴潇雅 饰 孔娆（少年）
- 李超 饰 孔伋
- 于振浩 饰 孟皮

孔子弟子
- 韩福利 饰 子路
- 焦体怡 饰 颜回
- 毛剑 饰 冉求
- 邓洪生 饰 高柴
- 王克 饰 子贡
- 王永泉 饰 伯牛
- 周刚 饰 颜路
- 韩建成 饰 曾点
- 李势屏 饰 漆雕开
- 王跃 饰 闵子骞
- 胥志刚 饰 公冶长
- 闻宗哲 饰 公西赤
- 赵德双 饰 商瞿
- 赵光 饰 子夏

其他
- 王俊洲 饰 老子
- 刘加敏 饰 冉夫子
- 高如平 饰 左太史
- 宋智 饰 老仆从
- 吴熙国、种金巨、董伟民 饰 三士人
- 迟涛 饰 吹鼓手
- 田霞光 饰 老者
- 宋桂馥 饰 师襄子
- 宁宇 饰 子路之母
- 王明达 饰 郑国老者
- 杨植德、朱玉琛 饰 二隐士（长沮、桀溺）
- 黄福生 饰 蔡国司马

鲁国
- 王跃晋 饰 鲁昭公
- 柳玉林 饰 鲁定公
- 米国强 饰 鲁哀公
- 雷仲谦 饰 季孙宿
- 刘仁波 饰 季孙意如
- 丁建军 饰 季孙斯
- 毛百川 饰 季孙肥
- 霍雷 饰 孟孙貜
- 郭刚 饰 孟孙何忌
- 王基明 饰 南宫敬叔
- 安邦度 饰 叔孙婼
- 王致仁 饰 叔孙武叔
- 徐松茂 饰 子家羁
- 于治杰 饰 郈昭伯
- 曲安国 饰 阳虎
- 孟鲁生 饰 公敛处父
- 王建军 饰 公山弗狃
- 吉振祥 饰 鲁国使者
- 王湘泉 饰 鲁国乐师

齐国
- 李振书 饰 齐景公
- 刘子云 饰 晏婴
- 曲学延 饰 高张
- 孙黎 饰 黎鉏
- 李广野 饰 陈乞
- 方舫 饰 盲人乐师

卫国
- 李英 饰 颜浊邹
- 赵兵 饰 颜刻
- 柴振铎 饰 卫灵公
- 王婧 饰 南子
- 崔建喜 饰 弥子瑕
- 袁耀东 饰 蘧伯玉
- 张伏龙 饰 公叔戌
- 张建华 饰 健壮武士
- 黄荣寿 饰 匡地大夫

宋国
- 马宝同 饰 司马牛
- 黄铭铎 饰 司马桓魋
- 任龙汉 饰 司马家臣

楚国
- 栾非 饰 楚昭王
- 孙浩 饰 子西
- 王文汇 饰 巫师
- 王振江 饰 楚国使者